# Köhler
Köhler är ett efternamn med den tyska betydelsen kolare, som i Sverige bärs av en släkt av tyskt ursprung. Så tidigt som 1553 nämns en tysk formesmed Hans Köhler i Gustav Vasas registratur och från 1627 fanns en tysk hyttmästare Hans Köhler på Sala silvergruva. Den svenska släktens äldste med säkerhet kända anfader var den med hyttmästare Hans Köhler samtida mästersmeden Walentin Köhler på Stjärnvik och Sonstorp. Mäster tillika bisittare vid hammartinget Walentin Köhler begravdes den 12 april 1668 i Borggårdsbacken i Hällestads socken. Han efterlevdes av hustrun och deras fyra söner och två döttrar.
En i Sverige och Finland adlig och friherrlig ätt bär namnet von Köhler.

## Personer med efternamnet Köhler eller med varianter av detta namn
- Alfred Köhler (1849–1927), svensk folkmusiker
- Anton Ludvig Köhler (1828–1907), svensk instrumentmakare

- Carl Köhler (1919–2006), svensk konstnär
- Catharina Köhler (1944–2016), svensk målare
- Christa Köhler (född 1951), östtysk simhoppare

- Emmy Köhler (1858–1925), svensk lärare, författare och tonsättare

- Fredrik von Köhler (1728–1810), svensk landshövding

- Georg Ludvig von Köhler (1738–1820), svensk vice landshövding
- Georges J.F. Köhler (1946–1995), tysk fysiolog, nobelpristagare

- Heinrich Köhler (1878–1949), tysk politiker
- Hilding Köhler (1888–1982), svensk meteorolog
- Horst Köhler (1943–2025), tysk politiker, förbundspresident

- Inez Köhler (1900–1976), svensk operasångerska, sopran

- Jacob Israel Köhler (1733–1801), svensk präst
- Jean Baptiste François René Koehler (1860–1931), fransk zoolog
- Johan Fredrik von Köhler (1739–1787), svensk målare, tapetserare och tryckare
- Johan Gustaf Köhler (1803–1881), svensk målare och teckningslärare
- Johannes Köhler (1687–1751), svensk präst
- Johannes Andreœ Köhler (1641–1712), svensk präst
- John Köhler (1864–1946), svensk kemist

- Katarina Köhler (född 1954), svensk politiker, socialdemokrat

- Lennart Köhler (född 1933), svensk professor i socialmedicin
- Louis Köhler (1820–1886), tysk musiker

- Mela Koehler-Broman (1885–1960), österrikisk-svensk målare, illustratör och kostymtecknare

- Otto Koehler (1889–1974), tysk zoolog
- Ove Köhler (1931–2018), svensk sångare

- Pehr Köhler (1784–1810), svensk miniatyrmålare
- Per Köhler (1785–1810), svensk konstnär

- Reinhold Köhler (1830–1892), tysk litteraturhistoriker
- Richard Köhler (1916–1948), tysk SS-man och krigsförbrytare

- Salomon von Köhler (1742–1814), svensk militär och landshövding
- Sigurd Köhler  (1890–1980), svensk kemist

- Ted Koehler (1894–1973), amerikansk kompositör och sångtextförfattare
- Tomas Köhler (född 1967), svensk skådespelare

- Ulrich Köhler (1838–1903), tysk arkeolog och historiker

- Wolfgang Köhler (1887–1967), tysk psykolog och filosof

- Zacharias Köhler (1765–1812), svensk domkyrkoorganist